# Ancien Guerrier
Pour plus de détails, voir Fiche technique et Distribution.
 Ancien Guerrier (titre original Ancient Warriors) est un film américain de Walter von Huene sorti en 2003.

## Synopsis
Une unité militaire fait équipe avec les esprits d'une île ancien guerrier pour livrer bataille à un seigneur du crime.

## Fiche technique
- Titre : Ancient Warriors
- Réalisation : Walter von Huene
- Scénario : Tray McKnight, Walter von Huene et Michael Hartson
- Musique : Henning Lohner
- Photographie : Massimo Zeri
- Montage : Chris Angel
- Production : Franco Columbu et Liz Ryan
- Société de production : Arc2 Intertainment et Eclipse Entertainment Group
- Société de distribution : 41 (États-Unis)
- Pays :  États-Unis
- Genre : Action
- Durée : 99 minutes
- Dates de sortie : 
  -  États-Unis : 1er mars 2003

## Distribution
- Franco Columbu : Aldo Paccione
- Daniel Baldwin : Jasper 'Jaz' Harding
- Richard Lynch : Curtis Mayhew
- Andy Mackenzie : Drey Mayhew
- Michelle Hunziker : Kim Barnes
- Iris Peynado : Sonya
- Michael Hartson : Crunch
- Lamont Johnson : Brock
- Jarmo Mäkinen : Hank
- Stacey Longoria : Anna Paccione
- Clive Riche : Dex
- Ashley Eckstein : Dylan Paccione
- Matthew Sim : Charles Braga
- Anthony Rosselli : le maire Luigi
- Larry Dolgin : Sylvan
- Armando Pucci : Tavari
- Grady Allen Bishop : Milius